# 盜賊之歌
《盜賊之歌》（：／），是Netflix於2023年9月22日上線公開的原創韓國劇集，由《壞傢伙們：惡的都市》、《38師機動隊》的導演黃俊赫與編劇韓正勳第三次合作。故事以1920年代為背景，講述在動蕩的日本殖民時期，朝鮮人因各自不同的故事走向無法無天的土地「間島」，為守護珍貴的人和家園而團結在一起。

## 演員陣容

### 主要人物
| 演員                    | 角色   | 介紹 |
| 金南佶 （童年：李柱原） | 李昀   | 奴隸出身男人。雖然廢除了階級制度，但只有身體自由，內心依然是僕人。朝鮮人少爺說如果能當軍人就好了，所以當上了日軍，參與了戰爭。但是，他卻拋棄一切前往間島，成爲守護那片土地和人們的盜賊。 |
| 徐玄 （童年：李艺书）   | 南熙信 | 隱藏真實身份的朝鮮總督府鐵路局課長。事實上，她是僞裝成親日派的獨立運動家，在看到日本帝國主義的野蠻行徑後開始致力於獨立運動。                                                             |
| 劉宰明                  | 崔忠戍 | 位於間島的朝鮮人村莊的地主，過去是湖南義兵長出身，曾引發乙巳病，活躍在各個地區。但由於日本帝國主義對朝鮮展開的圍剿作戰，經歷了家人與將士被屠殺的悲劇。曾經被稱為「無敵將軍」。           |
| 李賢旭                  | 李炚溢 | 三浦少佐，機會主義日軍幹部，與李昀有極度的孽緣交織在一起。 |
| 李浩貞 （童年：金敏書） | 彦年理 | 接受殺死李昀的委託走向間道的槍手。作爲佃農的女兒出生，爲了報復殺害父母的人，她成爲一名槍手。爲了報仇而舉槍，現在卻是爲了守護人們而舉槍的人物。                                           |

### 李昀周边人物
| 演員   | 角色   | 介紹                                                                                   |
| 金道允 | 江山君 | 本是雪岳山的猎人，捕捉过老虎；朝鲜猎虎部队仅剩的神枪手，远程射击能力出色。有鴉片毒癮。 |
| 李在均 |        | 男寺党戏班出身，以敏捷、轻盈的动作在敌人之间横穿，用斧头还击敌人。                     |
| 车烨   |        | 拥有与众不同的腕力和强壮的身体，用拳头和猎枪压制敌人。                                 |
| 車清華 | 金善福 | 在明井村经营旅馆和武器交易生意，同时帮助视如亲弟弟的李昀和盗贼团。                     |
| 鄭先哲 | 金南春 | 太平村村民，过去曾参加崔忠戍的义军。                                                   |
| 姜信河 | 炳八   | 金善福的下人。                                                                         |
| 权智旻 | 艺芬   | 太平村村民，金南春的女儿。                                                             |
| 赵勋   | 千满   | 盗贼团成员。                                                                           |
| 朴俊成 | 日植   | 盗贼团成员。                                                                           |
| 全在成 | 姜杜万 | 太平村村民。                                                                           |

### 其他人物
| 演員      | 角色   | 介紹                                                                                                   |
| 韩圭源    |        | 满族马贼团首领，为了抢占明井村和垦岛的地盘整天打打杀杀。                                               |
| 金蔎鎮    | 木村   | 滿族馬賊團狙擊手。                                                                                     |
| 金民      | 镇三   | 滿族馬賊團成員，擅長雙斧。                                                                             |
| 朴光宰    | 黑东   | 滿族馬賊團成員，力大無窮。                                                                             |
| 全承勋    | 托古   | 滿族馬賊團成員，擅長弓箭射術。                                                                         |
| 朴富健    | 卢德山 | 马贼团前首领。                                                                                         |
| 郑武圣    | 大冈   | 大日本帝国垦岛总领事馆下属警察局长。                                                                   |
| 金仁友    | 山田   | 大日本帝国驻垦岛领事馆领事。                                                                           |
| 高圭弼    | 韩泰柱 | 大日本帝国陆军第19师中尉，李炚溢的部下。出身于精英家庭，性格单纯、稚气，因无法适应军队而经常惹出麻烦。 |
| 朴尚原    | 石田   | 李炚溢的部下，大日本帝国陆军第19师中尉，不择手段歼灭叛乱军的无血无泪之人。                             |
| 宋勋      |        | 大日本帝国驻垦岛领事馆副领事。                                                                         |
| 张明峡    | 朴春浩 | 彦年理的客户。                                                                                         |
| 朴多溫    | 俊雄   | 山田的儿子。                                                                                           |
| 崔钟律    |        | 李昀与南熙信相遇酒幕里的中年男子。                                                                     |
| 卢盛恩    |        | 酒幕里的青年。                                                                                         |
| 李东旭    | 朴管家 | 李炚溢的管家。                                                                                         |
| 申哲镐    | 片山   | 大日本帝国陆军第19师将军。                                                                             |
| 陈贤光    | 南贞夫 | 大日本帝国陆军第19师会宁守备队队长。                                                                   |
| 金大凌    |        | 与南熙信接头的朝鲜独立军。                                                                             |
| David Lee |        | 奉系滿州军阀代表。                                                                                     |

### 特别出演
| 演員   | 角色   | 介紹                                 |
| 李胤熙 | 朴老人 | 彦年理的雇主。                       |
| 金宗泰 | 李相国 | 李炚溢的叔父，朝鲜独立军的领导。     |
| 金学善 |        | 朴老人职业杀手组织驻垦岛分支负责人。 |
| 郑仁基 | 黄三德 | 朝鲜银行会宁支行经理。               |

## 制作

### 发展
该剧最初的故事企划是一部与朝鲜独立无关的喜剧，讲述一名富家公子哥游走各地后成为独立军的搞笑故事，但由于时代背景设定需耗费的制作费用较高，故放弃喜剧的计划。剧集长度最初计划是20集，包括李昀和李炚溢的叙事、李昀与南熙信在儿时初次见面的故事、南熙信为何成为独立军等第一季中未叙述的内容，编剧韩正勋直到该剧开拍前仍犹豫是否将李昀与南熙信的叙事加入第一季当中。剧中饰演李昀的金南佶在采访中透露，该剧一开始便计划分成两季制作，但第二季制作是否成行需看第一季播出后的反响来决定。

### 選角
2021年10月14日，媒體報導金南佶有望主演Netflix投資300億韓元的原創新劇，在劇中飾演奴隸身份出身的李昀，拍攝將於2022年進行；同日，媒體報導該劇女主人公獨立運動家南熙信有望由李裕英扮演。10月下旬，媒體報導李賢旭、劉宰明有望加盟該劇。12月，媒體報導李浩貞有望在該劇中扮演小丫頭一角。2022年1月，媒體報導女主人公南熙信將由徐賢扮演，意味著李裕英出演告吹。
2022年3月，Netflix正式宣佈該劇主演陣容由金南佶、徐賢、劉宰明、李賢旭、李浩貞構成。

### 拍攝
Netflix原创剧集《屍戰朝鮮》系列、电影《非正式作戰》的美术指导李厚景（이후경）参与该剧制作，他表示在布景中适当融入西部片体裁所具有的无法无天的感觉，最能体现这一特点的就是间岛的繁华中心明井村。为了表现涌向明井村的各种势力之间的冲突，在Y字形的交叉路口设置了中国的客栈、日本的银行、船腹旅馆，以不同的建筑物风格营造了生活在动荡时代的各个民族之间的异质氛围和紧张感。电视剧《Sky Castle》《请回答系列》的吴在浩（오재호）担任该剧摄影指导，该剧主色调定为琥珀色（Amber），制作组认为该颜色最适合表现漂浮的沙尘和太阳光。为了拍摄广阔的荒野和动作戏场面，制作组使用2.40:1比例的星涅马斯科普宽银幕技术（CinemaScope）进行拍摄，并根据需要使用广角镜头和无人机。
該劇於2023月2月2日結束所有拍攝，歷時將近一年。

## 原声带
- 发行日期：2023年9月22日[17][18][19]

| 曲序 | 曲目        | 演唱者          | 时长 |
| ---- | ----------- | --------------- | ---- |
| 1.   | Bandit      | 泰一（NCT）     | 3:24 |
| 2.   | Hitman      | Seori           | 3:43 |
| 3.   | Sad Hitman  | Seori           | 4:02 |
| 4.   | Sad Waltz   | Karina（Aespa） | 3:49 |
| 5.   | I'm Leaving | Jungheum Band   | 3:23 |

## 反响
据OTT平台排名统计网站FlixPatrol显示，该剧截至2023年9月24日在TV节目类全球排行榜中位列第8名，在韩国、新加坡、泰国、马来西亚、印度尼西亚、菲律宾等8个国家进入热门榜单前5。据Netflix官方统计，该剧公开3日以1490万小时观看时长获得170万次观看，在当周（9月18日至9月24日）全球非英语类节目Top 10榜单中排名第6位。公开次周以260万次观看升至当周（9月25日至10月1日）全球非英语类节目Top 10榜单第2位，单周观看时长2270个小时；截至2023年10月4日，该剧在韩国Netflix Top 10榜单位列第1，并进入巴西、印度尼西亚、泰国、越南等26个国家和地区的Netflix Top 10热门榜单。

### 话题性
据韩国舆论调查机构GOODDATA的调查结果显示，《盗贼之歌》以10.57%的占有率位列2023年9月第三周（9月18日至9月24日）话题性排行榜TV-OTT电视剧部门第2位，次于Disney+热门剧集《Moving》；出演该剧的演员金南佶位列演员话题性排行榜第7位。

## 外部連結
- 在Netflix上觀看《盜賊之歌》
- 互联网电影数据库（IMDb）上《盜賊之歌》的资料（英文）
- Daum上《盜賊之歌》的資料